# Piovera
Piovera és un barri de Madrid integrat en el districte d'Hortaleza. També és conegut com a barri de Portugalete Panderón. Té una superfície de 313,96 hectàrees i una població de 14.972 habitants (2009). Limita al nord amb Canillas, a l'est amb Corralejos (districte de Barajas), al sud amb Palomas i Salvador (San Blas-Canillejas) i a l'oest amb San Juan Bautista (Ciudad Lineal). Està delimitat al nord pels carrers Silvano i Moscatelar, a l'est pel carrer Manuel Azaña, a l'oest pel carrer General Aranaz, i al sud per les avingudes d'América i de los Andes.

## Història
Els terrenys on s'assenta pertanyien al marquès de Portugalete igual que el parc del Conde Orgaz. Durant la dècada del 1930 es va urbanitzar i es va vendre a famílies obreres, però cap al 1970 s'hi va construir la Colonia Conde de Orgaz, zona residencial per a famílies benestants.

## Transports
Pel barri hi circulen quatre línies d'autobús:
- 105, Plaza de Ciudad Lineal - Barajas
- 115, Avenida de América - Barajas
- 153, Las Rosas - Mar de Cristal
- 155, Plaza Elíptica - Aluche

Les dues estacions del Metro de Madrid més properes al barri són l'Estació de Canillejas (Línia 5) i l'estació de Campo de las Naciones (Línia 8)